# Arrondissement de Haute-Lusace-Basse-Silésienne
L'arrondissement de Haute-Lusace basse-silésienne, en allemand Niederschlesischer Oberlausitzkreis, est une division administrative allemande, située dans le land de Saxe qui a existé de 1994 à 2008.

## Situation géographique
Cet arrondissement correspond historiquement à la partie allemande de la Silésie (dont la quasi-totalité est de nos jours située en Pologne et en Tchéquie) et a été rattaché à la Saxe après la Seconde Guerre mondiale.

## Histoire
L'arrondissement fut créé le 1er août 1994 en fusionnant les anciens arrondissements de Weißwasser, Niesky et Görlitz-Campagne.
Il fut ensuite regroupé avec l'arrondissement de Löbau-Zittau et l'ancienne ville-arrondissement de Görlitz le 1er août 2008 pour former le nouvel arrondissement de Görlitz, selon la réforme des arrondissements de Saxe de 2008.